# ウエストワン
株式会社ウエストワン（英語: WEST ONE inc.、略称：West1）は、関西テレビ放送の子会社で、テレビ番組の技術・編集・テレビスタジオ管理業務を行う技術プロダクション。

## 概要
1997年5月に関西テレビ放送の関連会社エイトプロダクションが60%とエキスプレスが40％の出資で、資本金が1,000万円となり会社設立。
会社当初は、関西テレビの旧社屋（西天満）と新社屋（扇町）のスタジオ管理として業務を行い、技術部門については、同局のスタジオ業務をウエストワン受注してエキスプレスに発注する形をとり、エキスプレスから「営業受託金」を貰っていた。

## 沿革
- 1997年（平成9年）5月1日 - 設立。
- 2001年（平成13年）8月 - エイトプロダクションの会社解散に伴い、関西テレビの連結子会社となる（出資比率は関西テレビ60%、エキスプレス40%）。
- 2002年（平成14年）8月 - 関西テレビが出資比率を高める（出資比率関西テレビ71.4%、エキスプレス28.6%）。
- 2006年（平成18年）3月 - 「株式会社榊原テレビ機配」の一部営業譲渡。
- 2008年（平成20年）6月 - 関西テレビの全株式取得により関西テレビの完全子会社となる。

## 主な技術実績

### テレビ番組
（凡例）太字：現在放映中また継続中（特番の場合）の番組・これから放映される番組。特に記述がない場合は関西テレビで放送。